# Viktor Haas (politik)
Viktor Haas, též Victor Haas (21. července 1882 Krásno nad Bečvou – 12. října 1964 Smithwick), byl československý politik německé národnosti a meziválečný poslanec Národního shromáždění za Německou sociálně demokratickou stranu dělnickou v ČSR.

## Biografie
Studoval práva na Vídeňské univerzitě. Získal titul doktora práv a působil jako advokát v Moravské Ostravě. Od roku 1919 byl členem DSAP. Podle údajů k roku 1920 byl profesí advokátem v Moravské Ostravě. Byl židovského původu.
V parlamentních volbách v roce 1920 získal mandát v Národním shromáždění.
Po roce 1925 zastával až do roku 1939 funkci ředitele Revírní bratské pokladny v Ostravě.
V roce 1939 emigroval do Velké Británie. V roce 1945 se vrátil do Československa, ale roku 1948 opět odešel do exilu do Velké Británie, kde roku 1964 zemřel.